# HSG Tarp-Wanderup
Die HSG Tarp-Wanderup ist eine deutsche Handball-Spielgemeinschaft. Die erste Herrenmannschaft spielte insgesamt acht Jahre in der 2. Bundesliga. In der Saison 2013/14 spielte die erste Herrenmannschaft wieder in der 2. Bundesliga, jedoch zog der Verein seine Mannschaft während der Saison vom Spielbetrieb zurück. Aktuell tritt die Herrenmannschaft in der Oberliga sowie die Damenmannschaft in der Regionalliga an.

## Geschichte

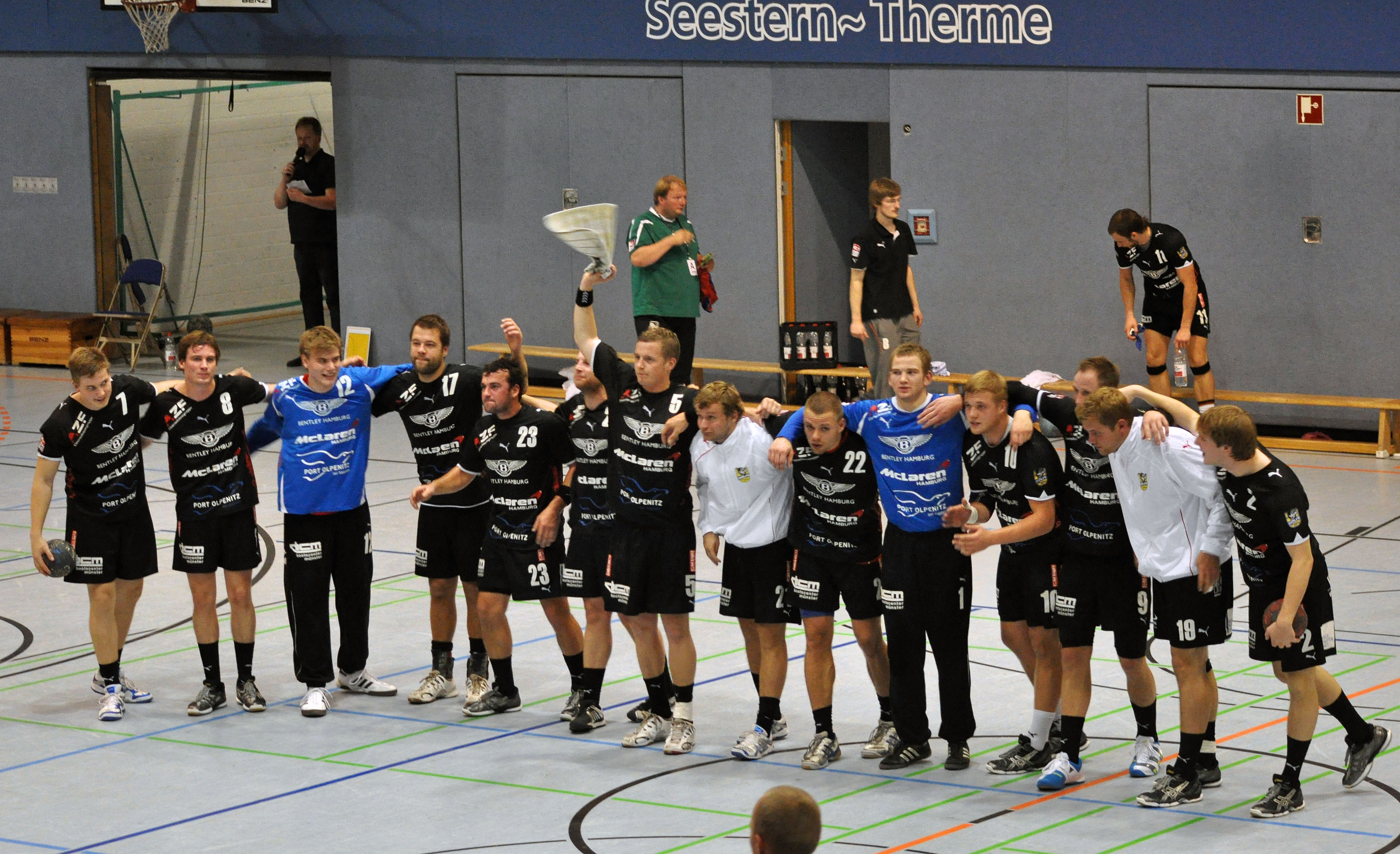
„Wölfe“ Tarp-Wanderup (2011)

Die Handballspielgemeinschaft wurde 1987 von den Sportvereinen TSV Tarp und TSV Wanderup gegründet. Die ersten Erfolge, die die Spielgemeinschaft erzielen konnte, waren die deutsche Vizemeistertitel der männlichen Jugend A (1992) und der weiblichen Jugend A (1994). Für die erfolgreiche Jugendarbeit wurde die HSG 1999 mit dem DHB-Vereinsjugendpreis ausgezeichnet.
Die Herrenmannschaft wurde 1994 Nordostdeutscher Meister und stieg damit erstmals in die 2. Bundesliga auf. Nachdem die HSG zweimal den Klassenerhalt geschafft hatte, musste die Mannschaft 1997 den Gang in die Regionalliga antreten. Hier wurde Tarp-Wanderup zwei Jahre später wiederum Nordostdeutscher Meister und kehrte in die 2. Liga zurück. Nach fünf Spielzeiten stieg die HSG erneut in die Regionalliga Nordost ab. Im Jahr 2010 qualifizierte sich die Mannschaft für die neugeschaffene 3. Liga; die Spielzeit 2010/2011 beendete der Verein als Norddeutscher Meister und nahm an den Relegationsspielen zur 2. Bundesliga teil, jedoch unterlag Tarp im Relegationsspiel um den Aufstieg in die 2. Bundesliga. In der Saison 2012/13 gewann die HSG die Meisterschaft in der Nordstaffel und stieg zum dritten Mal in die 2. Bundesliga auf; die Mannschaft gewann auch den Landespokal Schleswig-Holsteins. Nachdem bereits im Dezember 2013 die Geschäftsführung sowie die Gesellschafter der HSG die Entscheidung trafen, dass für die Zweitligasaison 2014/15 keine Lizenz beantragt wird, meldete am 23. Januar 2014 die für den Spielbetrieb der Zweitligamannschaft verantwortliche HSG Tarp-Wanderup GmbH & Co. KG Insolvenz an, wodurch ein Verbleib in der zweiten Liga unabhängig vom sportlichen Abschneiden ausgeschlossen war. Am 31. Januar 2014 musste die Mannschaft nach ergebnislosen Verhandlungen mit potentiellen Geldgebern vom Spielbetrieb abgemeldet werden.

## Jugend
Der Verein legt viel Wert auf die Jugendarbeit. Die männliche A-Jugend wurde 2009/10 Landesmeister.